# Toshimi Kikuchi
Toshimi Kikuchi (jap. 菊池 利三, Kikuchi Toshimi; * 17. Juni 1973 in der Präfektur Iwate) ist ein ehemaliger japanischer Fußballspieler und -trainer.

## Karriere

### Spieler
Toshimi Kikuchi erlernte das Fußballspielen in der Schulmannschaft der Tono High School. Seinen ersten Vertrag unterschrieb er 1992 bei Verdy Kawasaki (heute: Tokyo Verdy). Der Verein spielte in der höchsten Liga des Landes, der J1 League. Für den Verein absolvierte er 37 Erstligaspiele. 1997 wurde er an den Erstligisten Gamba Osaka ausgeliehen. 1998 kehrte er nach Verdy Kawasaki zurück. 1999 wurde er an den Erstligisten Sanfrecce Hiroshima und Gamba Osaka ausgeliehen. 2000 wurde er an den Zweitligisten Omiya Ardija ausgeliehen. 2000 kehrte er nach Verdy Kawasaki zurück. Ende 2002 beendete er seine Karriere als Fußballspieler.

### Trainer
Von 2003 bis 2008 war Toshimi Kikuchi als Jugendtrainer bei Tokyo Verdy angestellt. Am 1. Februar 2017 übernahm er das Traineramt bei Iwate Grulla Morioka. Der Verein aus Morioka spielte in der dritten japanischen Liga, der J3 League. Bei Morioka stand er bis Saisonende 2019 unter Vertrag. Anschließend übernahm er bei Iwate das Amt des Sportdirektors.

## Erfolge

### Spieler
Verdy Kawasaki
- Japanischer Meister: 1993, 1994
- Japanischer Vizemeister: 1995

- Japanischer Ligapokalsieger: 1992, 1993, 1994

- Japanischer Pokalsieger: 1996

Sanfrecce Hiroshima
- Kaiserpokal

Finalist: 1999